# Фудбалски савез Чилеа
Фудбалски савез Чилеа односно Фудбалска федерација Чилеа (порт. Federación de Fútbol de Chile FFCh) је главно тело фудбала у Чилеа. Основано је 19. јуна, 1895. године. Први председник је био Пабло Милад (Pablo Milad Abusleme). Фудбалски савез Чилеа је други најстарији савез Јужноамеричке федерације и један од оснивача КОНМЕБОЛа 1916. године. 
Ово тело надгледа сва фудбалска такмичења у Чилеу, аматерска и професионална.

## Историја савеза
Фудбалски савез Чилеа (FAC), је основан након састанка у Валпараисоу 19. јуна 1895. године, организатор састанка је био новинар Дејвид Скот. Новооснована организација је водила фудбалске лиге у Чилеу али са веома мало утицаја. Чак је и дошла у сукоб са Националном спортском федерациојом, институцијом која је основана 1909. године. креираном да заштити спорт у Чилеу.